# Двоеточие
Двоеточието се поставя пред словосъчетания или изречения, които имат поясняващ характер, както и за отделяне на пряка реч. Знакът за двоеточие е две точки една над друга (:). Двоеточието е препинателен знак, който се поставя най-често пред изреждане.

## Правила
1. Двоеточие се поставя след обобщаваща дума или израз, които въвеждат еднородни части на изречението (при изброяване). (с. 86, т. 98.2)[2] Например: „Ще проверя всички възможности за пътуване: разписанието на влаковете, маршрута на автобусите и дори въздушните линии.“
2. Двоеточие може да се постави между две подчинително свързани изречения, при което второто пояснява значението на първото или изразява причинно-следствени отношения. (с. 87, т. 98.4)[2] Например: „Всичко свърши добре: матурата беше взета с отличен.“
3. Двоеточие се поставя след думите на автора, когато следва пряка реч или цитат. (с. 87, т. 98.5)[2] Например:
Той прошепна:
– Не знам.
Както и ако следва подпис.
С уважение:
4. В математиката се използва като знак за деление. (с. 88, т. 99.3)[2]
5. Двоеточие се поставя между цифри, когато трябва да се означи:

- числен резултат от състезание, напр. Срещата завърши при резултат 101:88 точки за домакините.(с. 88, т. 99)
- отношение, мащаб, напр. Картата е с мащаб 1:100 000. (с. 88, т. 99.1)